# 卡貝薩斯港

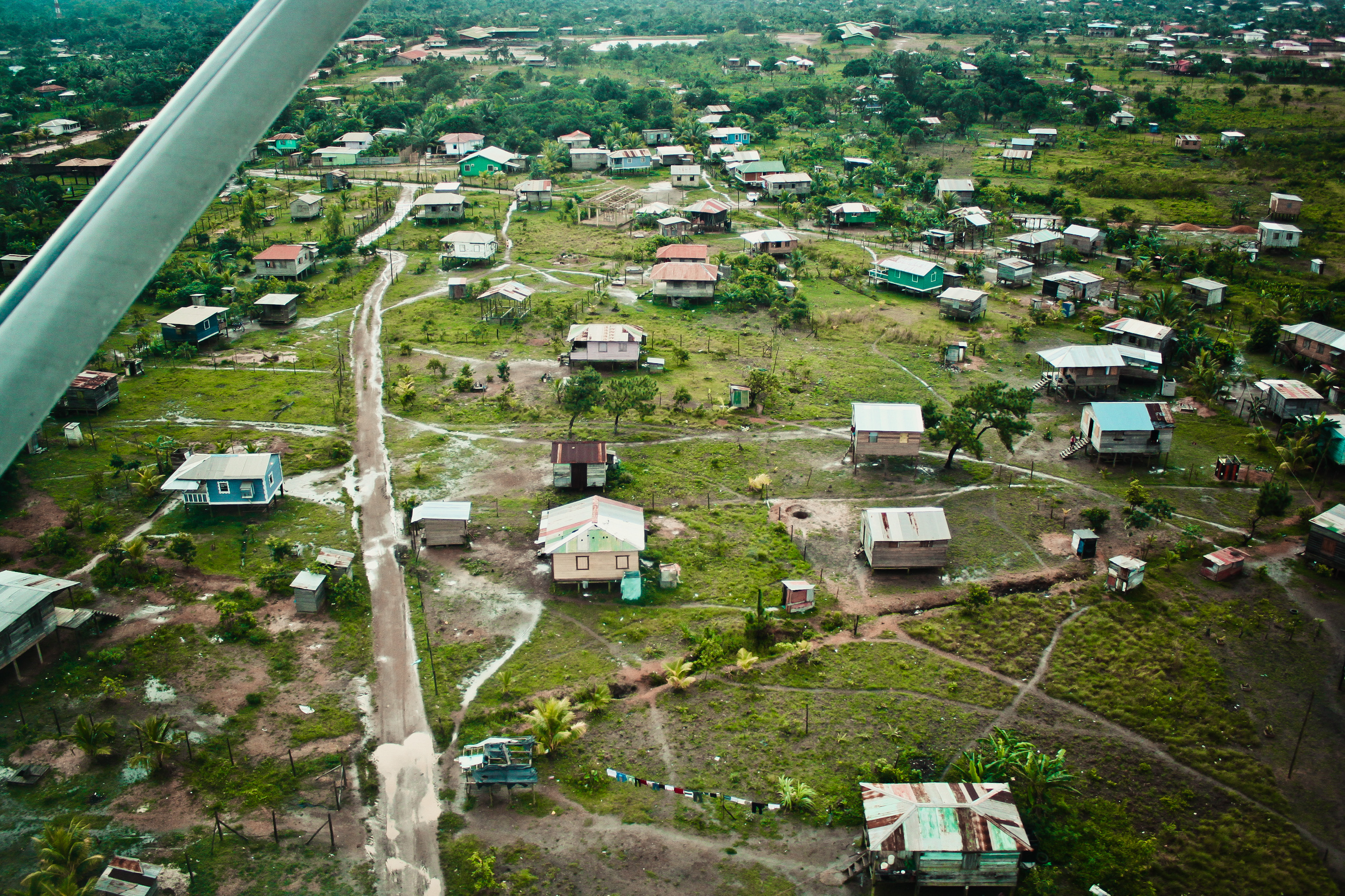
卡貝薩斯港

卡貝薩斯港是尼加拉瓜的城市，也是北大西洋自治區的首府，位於該國東北部，始建於1929年，面積5,985平方公里，海拔高度8米，2005年人口66,169，人口密度為每平方公里11.06人。
14°01′41″N 83°22′51″W / 14.02807°N 83.380791°W